# Moretonhampstead
Moretonhampstead este un oraș în comitatul Devon, regiunea South West, Anglia. Orașul aparține districtului Teignbridge. 